# Gilroy
Gilroy ist eine Stadt im Santa Clara County im US-Bundesstaat Kalifornien mit 59.520 Einwohnern (Stand: 2020).
Das Stadtgebiet hat eine Größe von 41,1 km². Sie wird oft als die „Knoblauch-Hauptstadt“ der Welt bezeichnet, wie man beim Vorüberfahren sehen (und riechen) kann. Die Stadt ist Austragungsort des seit 1979 jährlich stattfindenden Gilroy Garlic Festival, einem Koch- und Grillfest rund um den Knoblauch. Die Bewohner der Bay Area kennen den Ort vor allem durch sein Outlet Center.
Gilroy ist die Endstation des Caltrain aus San Francisco und wird der Beginn der Neubaustrecke nach Madera der California High-Speed Rail sein.
Aufsehen erregte der Ort 2019 durch das Attentat von Gilroy.

## Söhne und Töchter der Stadt
- Enid Michael (1883–1966), Naturforscherin
- Ivie Anderson (1905–1949), Jazzsängerin
- Charles S. Gubser (1916–2011), Politiker
- Jeff Garcia (* 1970), Quarterback
- Robert Guerrero (* 1983), Boxweltmeister